# Spore Hero
Spore: Hero (рус. SPORE: Герой) — эксклюзивная игра серии Spore для Wii. Игра была выпущена в Северной Америке 6 октября 2009 и во всем мире 8 октября 2009. Hero отличается от обычных Spore наличием вменяемого сюжета: по прошествии нескольких триллионов лет на одну из планет галактики Spore приземляются 2 метеора странной формы и окраски, из каждого вылупляется существо, и игроку предстоит выбрать между красным плотоядным и синим травоядным существом. В свою очередь сюжет с разных сторон отличается, задача синего существа — довести эволюцию этой планеты до космического масштаба, а красного, в свою очередь, сделать так, чтобы эволюция шла своим чередом, без вмешательства других существ, но достигает он этого результата отнюдь не мирными методами.

## Разработка
- Эксклюзивная игра Spore для Wii была упомянута Уиллом Райтом несколько раз, например в его интервью с The Guardian в 26 октября 2007 года.
- Вместо SporeEngine, теперь используется UnrealSporeEngine 2.3.

## Отзывы
| Сводный рейтинг    | Сводный рейтинг |
| Агрегатор          | Оценка          |
| ------------------ | --------------- |
| GameRankings       | 65,17 %         |
| Иноязычные издания |                 |
| Издание            | Оценка          |
| Game Informer      | 7/10            |